# Mörketjärnet
Mörketjärnet är en sjö i Tanums kommun i Bohuslän och ingår i Enningdalsälvens huvudavrinningsområde. Sjön är 7,9 meter djup, har en yta på 0,02 kvadratkilometer och befinner sig 107,2 meter över havet.